# Papúa Nueva Guinea en los Juegos Paralímpicos de Río de Janeiro 2016
Papúa Nueva Guinea estuvo representada en los Juegos Paralímpicos de Río de Janeiro 2016 por dos deportistas, un hombre y una mujer. El equipo paralímpico papú no obtuvo ninguna medalla en estos Juegos.